# Arado Ar E.470
De Arado Ar E.470 was een project voor een langeafstands-bommenwerper/transportvliegtuig dat werd ontwikkeld door de Duitse vliegtuigontwerper Arado.

## Ontwikkeling
Dit project was ook het grootste vliegtuig dat door Arado werd ontwikkeld. Het project werd in 1941 opgestart en had een uiterlijke gelijkenis met een Focke Wulf-ontwerp (tekeningnummer P03.10225-20 dat vaak onjuist de Fw 261 werd genoemd).
Het ontwerp was voorzien van een grote centrale vleugelsectie met daarin de rompsectie. Deze stak ver voor de vleugelvoorrand uit. Verder waren er twee staartbomen.
Er waren vier Daimler-Benz DB 613 lijnmotoren waarvan er twee in de vleugelvoorrand direct naast de cockpit waren geplaatst. Twee motoren zaten in de voorkant van de staartbomen. De centrale vleugel was erg dik uitgevoerd en hierin kon men de bommenruimen onderbrengen.
De vierkoppige bemanning zat in de cockpit die als drukcabine was uitgevoerd.
De bewapening bestond een aantal geschutskoepels die over het gehele toestel waren verdeeld. Een bevond zich onder de rompneus, vier op het centrale deel van de vleugel aan weerszijden van de romp en staartbomen en een op de centrale staartsectie. Alle koepels werden op afstand vanuit de cockpit bediend.
Het neuswiel werd in de rompsectie opgetrokken, het hoofdlandingsgestel werd achterwaarts opgetrokken in de rompsectie.
De nadruk binnen het project lag op de ontwikkeling van de bommenwerperuitvoering, de Ar E.470E. Er was ook een transportuitvoering in ontwikkeling, de Ar E.470F. Deze kon van een 39.000 kg zware container worden voorzien. Deze kon onder de centrale vleugel worden aangebracht.

## Uitvoeringen
Het Ar E.470 project bestond verder nog uit:
Projekt A met vier Daimler-Benz DB613 motoren en een spanwijdte van 47,30 m.
Projekt B met zes Daimler-Benz DB613 motoren en een spanwijdte van 54 m.
Projekt C met vier Daimler-Benz DB613 motoren en een spanwijdte van 60 m.
Projekt D met zes Daimler-Benz DB613 motoren en een spanwijdte van 58,50 m.
De mogelijkheid om twee extra straalmotoren toe te voegen werd ook bekeken. Dit werd voorgesteld in een rapport van 19 december 1941. Deze zouden onder de vleugels worden aangebracht en zo voor extra snelheid moeten zorgen.